# Alchemilla velutina
Alchemilla velutina é uma espécie de rosácea do gênero Alchemilla, pertencente à família Rosaceae.